# Traité de Versailles
Pour les articles homonymes, voir Traité de Versailles (homonymie).
 Voir le traité sur Wikisource
Le traité de Versailles est un traité de paix signé à Versailles le 28 juin 1919 entre l'Allemagne et les Alliés à l'issue de la Première Guerre mondiale.
Élaboré au cours de la conférence de Paris, le traité est signé le 28 juin 1919, date anniversaire de l'attentat de Sarajevo, dans la galerie des Glaces du château de Versailles, et promulgué le 10 janvier 1920. Il annonce la création de la Société des Nations (SDN) et détermine les sanctions prises à l'encontre de l'Allemagne et de ses alliés. Celle-ci, qui n'est pas représentée au cours de la conférence, est amputée de certains territoires et privée de ses colonies, et astreinte à de lourdes réparations économiques et à d'importantes restrictions de sa capacité militaire.

## Choix du lieu
Le lieu de la signature du traité permet à la France d'effacer symboliquement l'humiliation de la défaite lors de la guerre franco-allemande de 1870. C'est en effet dans la même galerie des Glaces, au château de Versailles, qu'avait eu lieu la proclamation de l'Empire allemand, le 18 janvier 1871.

## Choix de la date
La signature du traité de Versailles le 28 juin 1919 commémore l'attentat de Sarajevo survenu le 28 juin 1914, qui fut le prétexte de l'ultimatum austro-hongrois adressé à la Serbie qui eut pour conséquence une crise qui allait entraîner la mobilisation militaire des puissances européennes puis leur entrée en guerre.

## Conditions de la rédaction et de la signature du traité

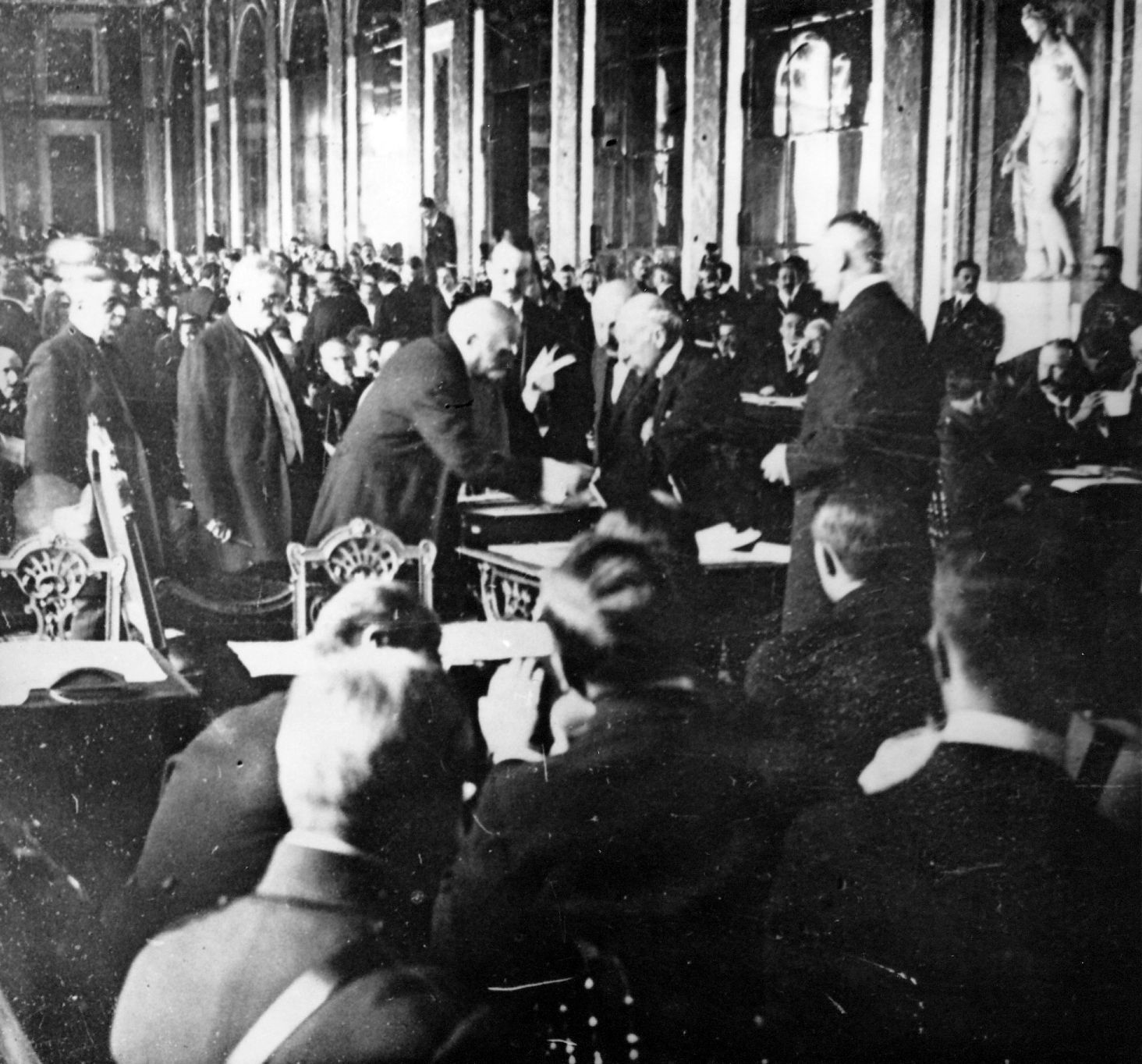
Signature du traité.

Les puissances victorieuses invitent des représentants de territoires du monde entier à la conférence de paix, mais n'invitent aucun responsable des États vaincus, ni de la Russie (désormais bolchevique), qui avait accepté un armistice séparé en 1917, avant d'être contrainte de signer le traité de Brest-Litovsk en 1918. Certaines personnalités ont une influence déterminante, parmi lesquelles les dirigeants des quatre principales puissances victorieuses : Lloyd George (Premier ministre britannique), Vittorio Orlando (président du Conseil italien), Georges Clemenceau (chef du gouvernement français et ministre de la Guerre) et Woodrow Wilson (président américain) ; ont également été consultés Milenko Vesnić (ministre plénipotentiaire de Serbie), Ion I. C. Brătianu (ministre de Roumanie), Elefthérios Venizélos (ministre de la Grèce) et Edouard Rolin-Jaequemyns (ministre de Belgique), représentants de pays qui revendiquent des territoires aux empires centraux et à leurs alliés, ainsi que la délégation japonaise qui revendique les colonies allemandes d'Asie et du Pacifique.

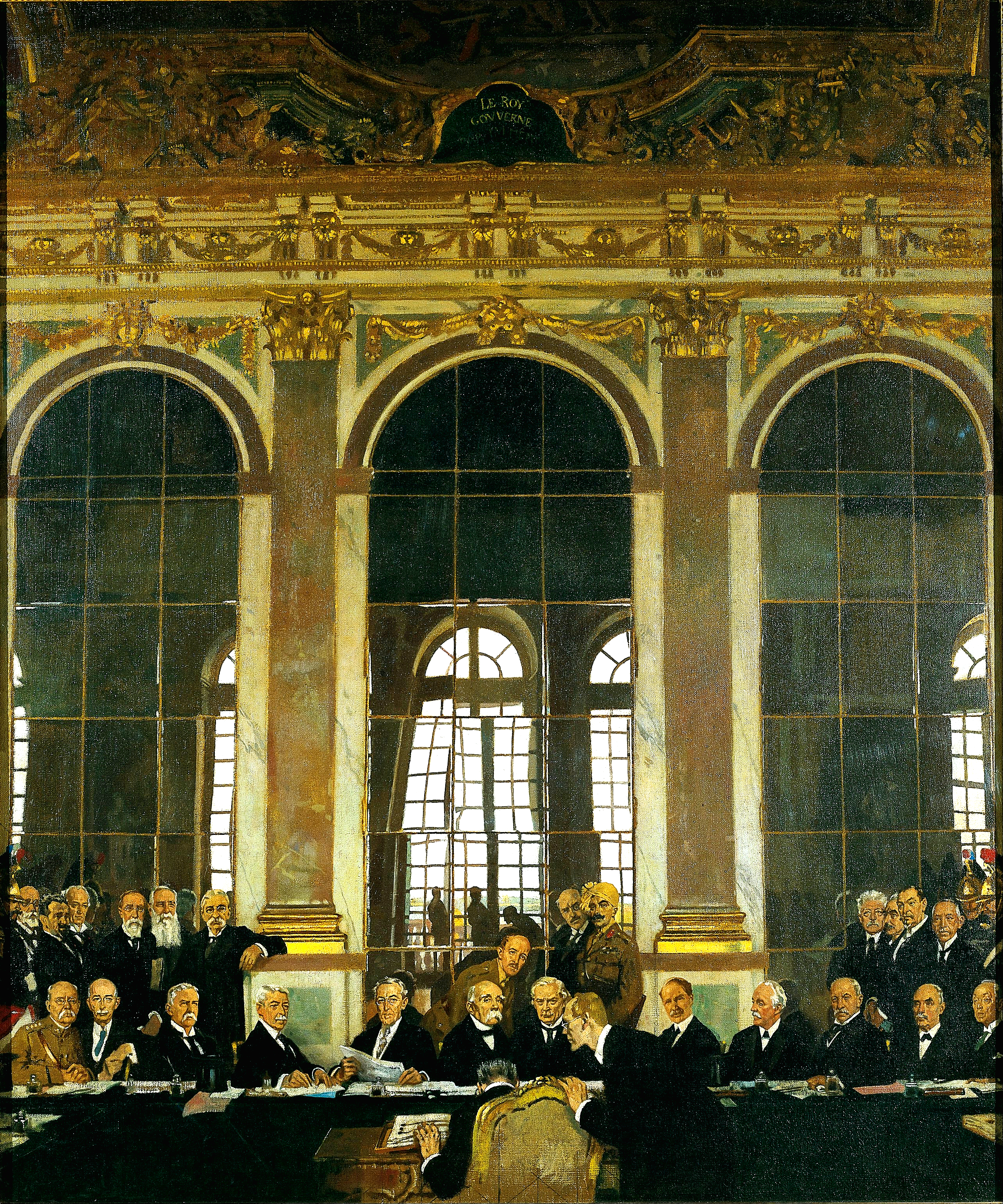
La Signature de la paix dans la galerie des Glaces à Versailles le 28 juin 1919, par le peintre William Orpen.

Chaque représentant est libre de travailler à la rédaction du traité, mais les positions de ces hommes divergent. Le président américain veut mettre en place la nouvelle politique internationale dont il a exposé les principes directeurs dans ses quatorze points. Pour lui, la nouvelle diplomatie doit être fondée sur le « droit des peuples à disposer d'eux-mêmes », tout en concédant la création juridique des mandats de la Société des Nations, et sur la collaboration entre États. Il jouit d'un grand prestige et surtout d'une puissance économique sans égale (depuis 1913, les États-Unis sont la première puissance économique au monde), face aux pays européens, ruinés et saignés depuis le début de la guerre en août 1914, les États-Unis s'étant engagés dans la guerre seulement à compter de la fin de l'année 1917. Il cherche à ménager l'Allemagne devenue républicaine après l'échec des émeutes du printemps, à la fois pour éviter tout revanchisme et pour y retrouver un partenaire économique.
Lloyd George, dans un premier temps, tient à « presser le citron jusqu'à ce que les pépins craquent ». Cependant, à partir de mars 1919, il considère que l'Allemagne est suffisamment affaiblie et veut au contraire éviter une suprématie française ; fidèle à la doctrine de l'équilibre des puissances continentales, George décide alors d'éviter qu'aucun des deux rivaux n'acquière une trop grande force.
Clemenceau, au contraire, cherche à imposer au vaincu le paiement de lourdes indemnités pour réduire sa puissance économique et politique et pour financer la reconstruction de la France. Il veut également réintégrer à la France l'Alsace-Lorraine, cédée à l'Allemagne impériale après le traité de Francfort de 1871, et pense à éventuellement annexer d'autres territoires (la Sarre, par exemple).
Orlando tient essentiellement à récupérer les terres irrédentes.
Le traité est contesté en France par le courant socialiste mené par Jean Longuet. Celui-ci souligne, dans un discours à la Chambre des députés, les défauts de ce « traité imposé par les vainqueurs aux vaincus » qui, en soumettant l'Allemagne à des conditions trop lourdes, en procédant à des redécoupages territoriaux litigieux, en mobilisant les armées occidentales contre la Russie soviétique, prépare l'éclatement de nouveaux conflits sur le continent. Il défend une réorganisation de l'Europe sur des bases à la fois démocratiques, libérales et socialistes.
Le traité est également critiqué en France par des courants catholiques ou monarchistes, notamment l'Action française qui invoque l'irréalisme d'un traité qui condamne théoriquement l'Allemagne à de lourdes réparations mais n'exige pas assez de garanties concrètes ; Jacques Bainville dénonce le traité de Versailles comme une erreur qui pourrait entraîner un nouveau conflit : l'Allemagne est humiliée mais son unité est conservée et, avec elle, la possibilité d'un relèvement de sa puissance.

### Acceptation contrainte de l'Allemagne
Le projet de traité est remis, sur convocation à l'hôtel Trianon Palace, le 7 mai à la délégation allemande de la conférence de paix dirigée par Ulrich, comte von Brockdorff-Rantzau, ministre des Affaires étrangères, et qui comprenait également Walther Schücking, Johannes Giesberts, Otto Landsberg, Robert Leinert (de) et le banquier Carl Melchior[réf. souhaitée].
La communication des conditions alliées suscite de vives réactions de la population allemande, entretenue dans l'idée que son armée, qui avait protégé le territoire du Reich d'une invasion, n'avait pas été vaincue. Compte tenu des 14 points de Wilson, l'armistice du 11 novembre semblait préfigurer une paix sans vainqueur ni vaincu. Le chancelier Scheidemann exprime bien cette réaction par sa célèbre déclaration « quelle main ne se dessécherait pas qui [en signant ce traité] se mettrait et nous mettrait dans de telles chaines ».
Contre Scheidemann et la majorité du gouvernement, le leader du Centre, Matthias Erzberger, mène le combat pour l'acceptation en faisant ressortir qu'un refus conduirait l'Allemagne à l'aventure, voire à l'éclatement. La majorité des généraux est aussi opposée à la signature, suivant en cela Walther Reinhardt, ministre de la Guerre du gouvernement de Prusse. Il faut toute l'énergie et l'habileté de Wilhelm Groener, quartier-maître général au haut-commandement alors à Kolberg et second du maréchal Hindenburg, pour contrer l'opposition de ces généraux. Reinhardt soutient en particulier le projet d'un certain nombre de dirigeants politiques et militaires d'entraîner les provinces de l'Est dans une sécession au cas où le gouvernement signerait le traité,. Cet Oststaat (de), sorte d'État libre d'Allemagne orientale, aurait incarné la résistance et organisé la survie des valeurs prussiennes, plus précieuses que l'unité de l'Allemagne.
Des contre-propositions ont été remises le 29 mai par notes écrites, les représentants allemands n'ayant pas été autorisés à s'exprimer oralement. La délégation allemande estime que le projet n'est pas conforme aux 14 points du président Wilson. Ces observations très détaillées n'aboutissent qu'à de très légères modifications (consultation populaire en Haute-Silésie) sous l'influence de Lloyd George. Le traité définitif est remis le 16 juin au gouvernement allemand avec ultimatum de cinq jours au-delà duquel l'armée française envahirait l'Allemagne. Le chancelier Scheidemann, ne pouvant accepter l'humiliation, démissionne avec l'ensemble de son gouvernement. Le socialiste Gustav Bauer accepte le pouvoir et donne son consentement sous la menace, l'armée allemande n'étant pas en état de résister. L'Assemblée allemande vote l'adoption du traité par 237 voix contre 138 pour éviter l'occupation. Le traité est signé, avec réserves, le 28 juin par deux membres du gouvernement constitué dans l'urgence, le ministre des Affaires étrangères Hermann Müller (SPD) et le ministre des Transports Johannes Bell (Centre).

### Ratification
L'Assemblée allemande ratifie le traité, qualifié par l'opinion publique de Diktat dès avant sa signature. L'Assemblée allemande vote la ratification le 22 juin par 237 voix contre 138, mais sans accepter les articles 227 à 231, l'un accusant publiquement l'ex-empereur allemand, l'autre stigmatisant la responsabilité de l'État allemand et de ses alliés dans le déclenchement des hostilités. Clemenceau réagit en exigeant la « signature inconditionnelle dans les 24 heures ». L'Assemblée s'y résout le lendemain.
La Chambre des communes du Royaume-Uni le ratifie sans enthousiasme mais sans longs débats le 3 juillet 1919. En France, la ratification est précédée d'une longue phase de discussions. Le traité est examiné par une commission créée le 3 juillet 1919 présidée par René Viviani devant laquelle Clemenceau doit justifier ses concessions. Malgré les critiques, le vote de la Chambre des députés est acquis le 2 octobre 1919, celui du Sénat le 11 octobre 1919. Le traité ne sera pas ratifié par le Sénat américain.

## Contenu
La première partie du traité établit une charte pour une Société des Nations. Elle reprend l'idéal wilsonien d'une diplomatie ouverte, organisée par un droit international. La treizième partie pose les principes du Bureau international du travail. Le reste du traité est essentiellement consacré aux conditions de la paix en Europe. Un principe, énoncé à l'article 231, structure l'ensemble : l'Allemagne et ses alliés sont déclarés seuls responsables des dommages de la guerre.  Ce principe justifie les exigences très lourdes des vainqueurs à l'égard de l'Allemagne.

### Remaniements territoriaux
La seconde partie du traité définit les frontières de l'Allemagne, mais dans plusieurs régions, la détermination du tracé définitif est remise à plus tard. L'indépendance des nouveaux États de Pologne et de Tchécoslovaquie est également affirmée. L'indépendance de l'Autriche, dans son nouveau périmètre, est également protégée : il est interdit à l'Allemagne de l'annexer (art. 80).
L'Allemagne est amputée de 15 % de son territoire et de 10 % de sa population au profit de la France, de la Belgique, du Danemark, et surtout de la Pologne, recréée. Il s'agit essentiellement de régions que l'Allemagne avait naguère conquises par la force. Les principales transformations territoriales sont :
- la restitution à la France de la Lorraine mosellane et des deux départements alsaciens (Haut-Rhin et Bas-Rhin) (art. 27) ;
- l'intégration à la Belgique des cantons d'Eupen et de Malmedy, dont la Vennbahn (art. 34) ;
- la possibilité pour le Danemark de récupérer certains territoires du nord de l'Allemagne où se trouvent des populations danoises, bien que le Danemark n'ait pas participé militairement au conflit ; la décision doit être soumise à un vote de la population locale (art. 109 à 111). Le référendum a lieu en 1920, avec pour résultat que les villes d'Åbenrå, Sønderborg et Tønder redeviennent danoises, après avoir été annexées en 1864 par la Prusse lors de la guerre des Duchés ;
- le territoire du bassin de la Sarre est placé sous administration internationale pour quinze ans et son statut définitif doit être soumis à référendum ;
- d'importants territoires qui se trouvaient dans l'est de l'Allemagne sont attribués au nouvel État polonais (art. 28) ; dans certaines régions, le statut définitif n'est pas décidé, il doit être déterminé par une commission ou par un référendum dans la zone concernée (art. 87 à 93) ; Dantzig devient une ville libre, ce qui garantit l'accès de la Pologne à des installations portuaires sur la mer Baltique ; la création du corridor de Dantzig, à l'ouest de la ville libre, a aussi pour effet de séparer de manière nette la Prusse-Orientale, restée allemande, du reste de l'Allemagne.

### Dispositions militaires
De nombreuses mesures sont prises pour limiter le pouvoir militaire de l'Allemagne et protéger ainsi les États voisins. Les clauses militaires forment la cinquième partie du traité :
- l'Allemagne doit livrer 5 000 canons, 25 000 avions, ses quelques blindés et toute sa flotte (qui se sabordera dans la baie écossaise de Scapa Flow) ;
- son réarmement est strictement limité ; elle n'a plus droit aux blindés, à l'artillerie et à ses forces aériennes ;
- son armée est limitée à un effectif de 100 000 hommes et le service militaire est aboli. Contre l'avis de Foch[16], qui voulait limiter l'Allemagne à une armée de conscription à service court, Lloyd George, avec l'accord de Clemenceau, fera adopter le principe d'une armée professionnelle, qui permettra au général Hans von Seeckt de faire de la Reichswehr le cadre de la future Wehrmacht[17] ;
- la rive gauche du Rhin, plus Coblence, Mayence et Cologne, sont démilitarisées.

### Dispositions économiques et financières

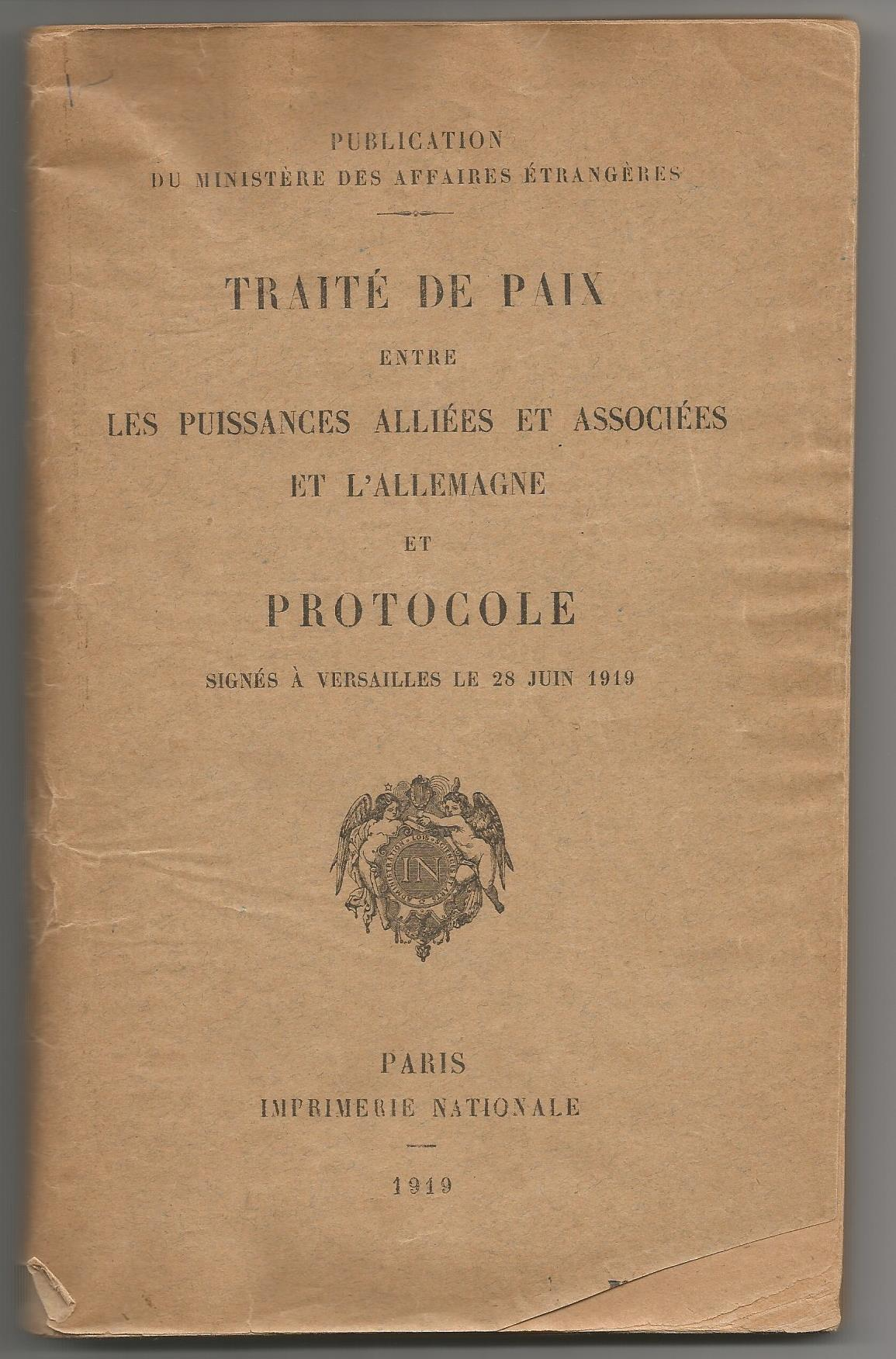
Première de couverture de la version française du traité (document publié vers le 28 juin 1919).

À la suite des dommages causés pendant toute la durée de la guerre dans le nord de la France et en Belgique, l'Allemagne — considérée comme principale responsable de la guerre — doit payer de fortes réparations aux Alliés. Le montant à payer estimé après plusieurs évaluations est fixé à 132 milliards de marks-or. Au taux de conversion de 1914, c'est-à-dire un mark-or pour 0,358 425 g d'or fin, ces 132 milliards de marks-or correspondent à 47 312,1 tonnes d'or, lesquelles vaudraient, au cours d'avril 2014, environ 1 420 milliards d'euros, 1 960 milliards de dollars américains, 2 160 milliards de dollars canadiens ou 1 730 milliards de francs suisses.
La Commission des réparations et la Banque des règlements internationaux estiment que l'Allemagne a payé au total 20,6 milliards de marks-or de réparations[réf. nécessaire].
La France toucha au total un peu plus de 9,5 milliards de marks-or, au lieu des 68 prévus. Les seules dépenses pour la reconstruction des régions dévastées se sont élevées à 23,2 milliards de marks-or[réf. nécessaire].
Plusieurs sanctions commerciales et des livraisons en nature complètent ce volet économique : l'Allemagne perd la propriété de tous ses brevets (l'aspirine de Bayer tombe ainsi dans le domaine public). Les fleuves Rhin, Oder et Elbe sont internationalisés et l'Allemagne doit admettre les marchandises en provenance d'Alsace-Moselle et de Posnanie sans droits de douane. En outre, le pays doit livrer aux Alliés du matériel et des produits.

### Renoncement de l'Allemagne à son empire colonial

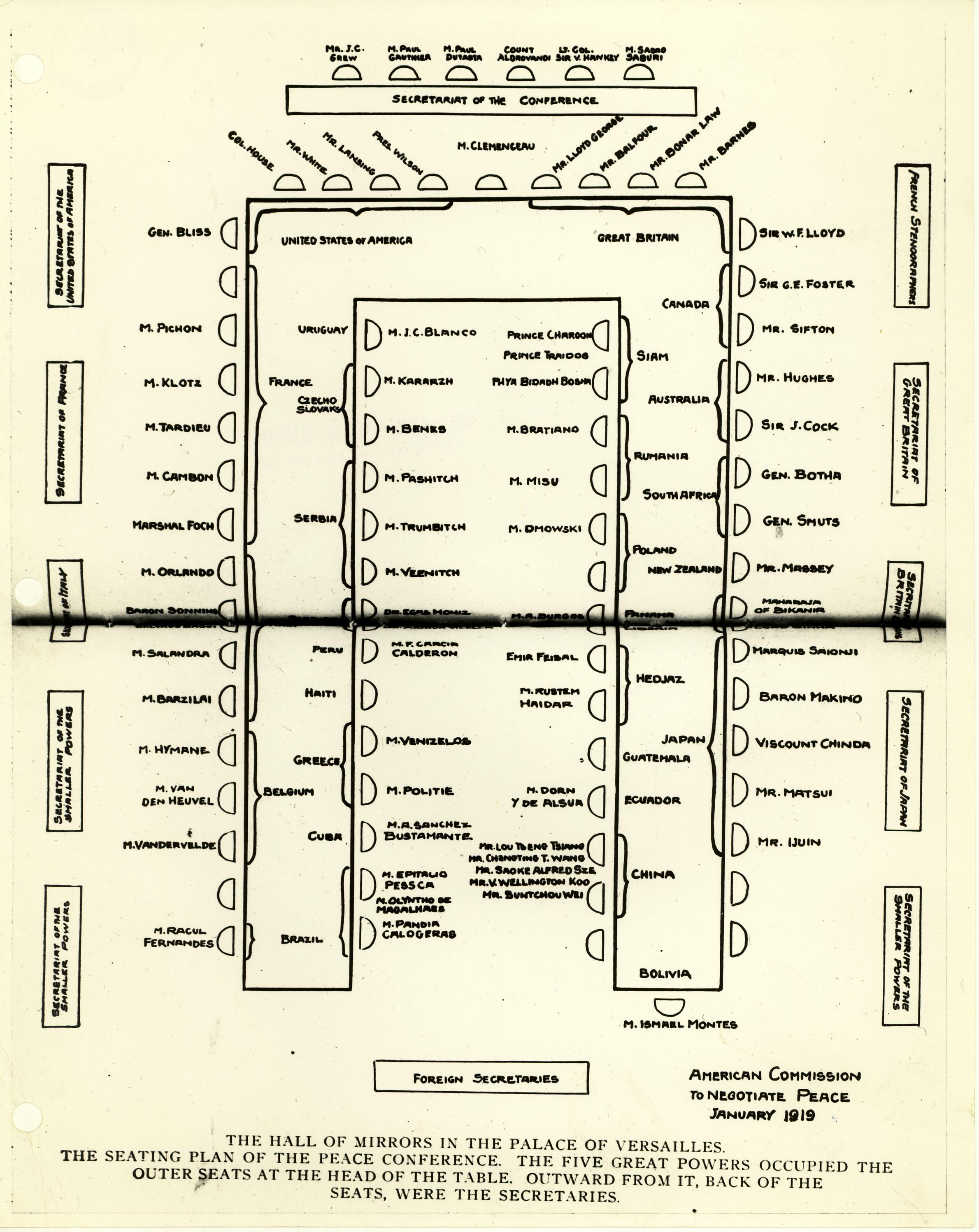
Plan des places à la conférence de paix.

Dans la quatrième partie du traité, l'Allemagne, toujours à titre de compensations, est forcée de renoncer à son empire colonial.
Juridiquement, et sous l'influence de Wilson, les Alliés, cependant, n'annexent pas purement et simplement ces territoires : ils les « administrent » sous mandat de la Société des Nations, formule ad hoc créée pour l'occasion, mais dans le pacte de la Société des Nations, et qui distingue les territoires selon différents « degrés de développement ». L'art. 22 du pacte de la SDN indique ainsi que le « régime international » dit du « mandat » a vocation à s'appliquer aux « colonies et territoires » qui, d'une part, à la suite de la guerre, avaient « cessé d'être sous la souveraineté des États qui les gouvernaient précédemment » et qui, d'autre part, étaient « habités par des peuples [alors regardés comme] non encore capables de se diriger eux-mêmes ». Dans les faits, comme cette dernière formulation juridique l'indique, ces territoires demeuraient sous le joug colonial des puissances européennes et du Japon.
C'est ainsi qu'au sein des Alliés, les puissances coloniales riveraines des possessions allemandes en Afrique (Royaume-Uni, France, Belgique et Union sud-africaine) se partagent ces dernières : le Cameroun, le Togo, l'Afrique orientale allemande (actuels Tanzanie, Rwanda et Burundi) et le Sud-Ouest africain (actuelle Namibie). Cette dernière colonie allemande a déjà été conquise militairement en 1914-1915 par l'Union sud-africaine, qui la reçoit en mandat de la SDN en 1920.
Dans le Pacifique, la Nouvelle-Guinée allemande, occupée pendant la guerre, est partagée entre le Japon, l'Australie et le Royaume-Uni, qui administrent ces territoires sous mandats de la SDN (dans les faits, Nauru, sous mandat britannique, est administré par l'Australie). Les Samoa allemandes passent sous mandat néo-zélandais.
Dans la foulée, l'Allemagne devra également renoncer à ses intérêts commerciaux (ses comptoirs et ses conventions douanières) de par le monde (Chine, Siam, Maroc, Égypte, Turquie, etc.).

### Signataires

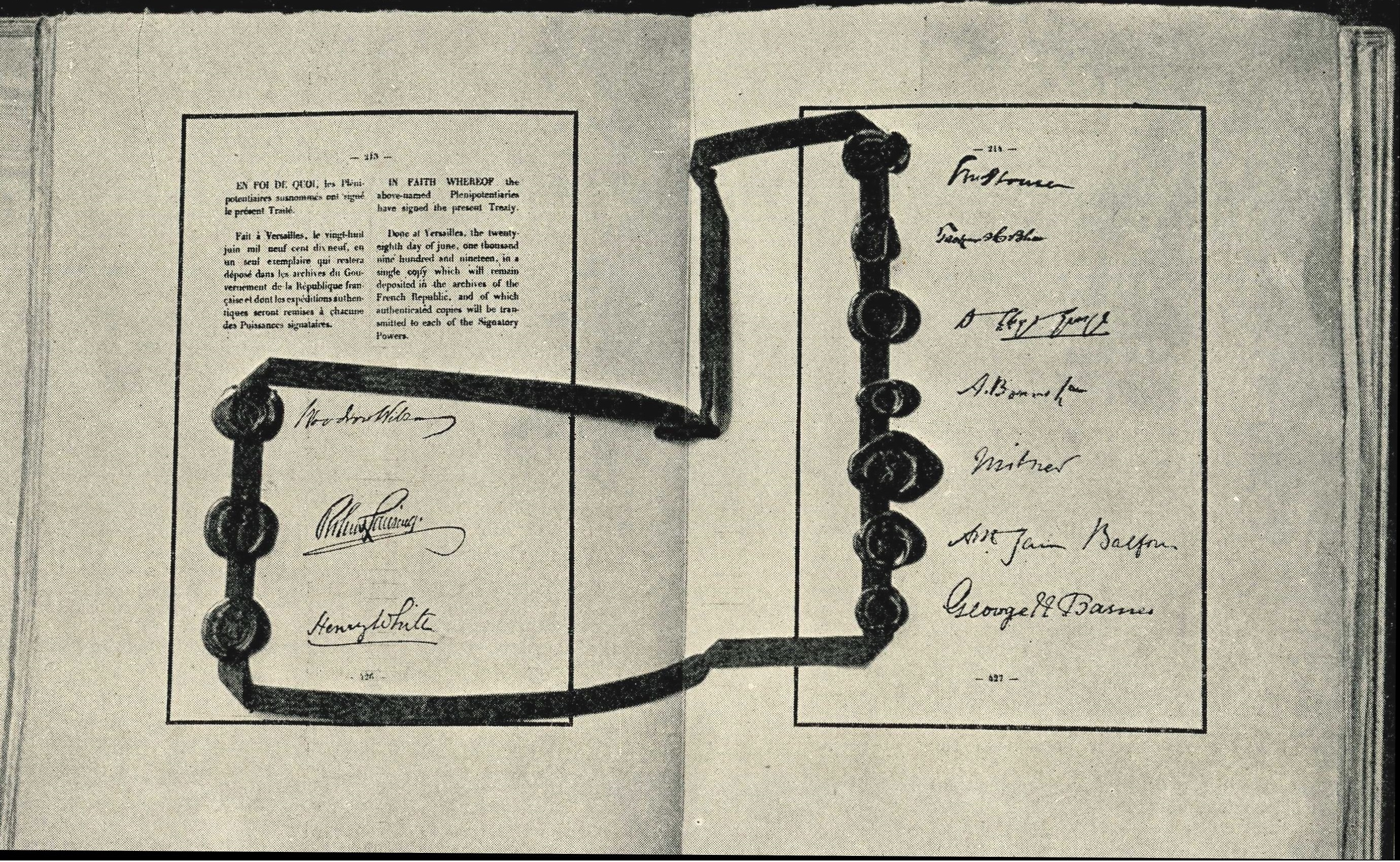
Fac-similé des trois pages de signature du traité de Versailles.

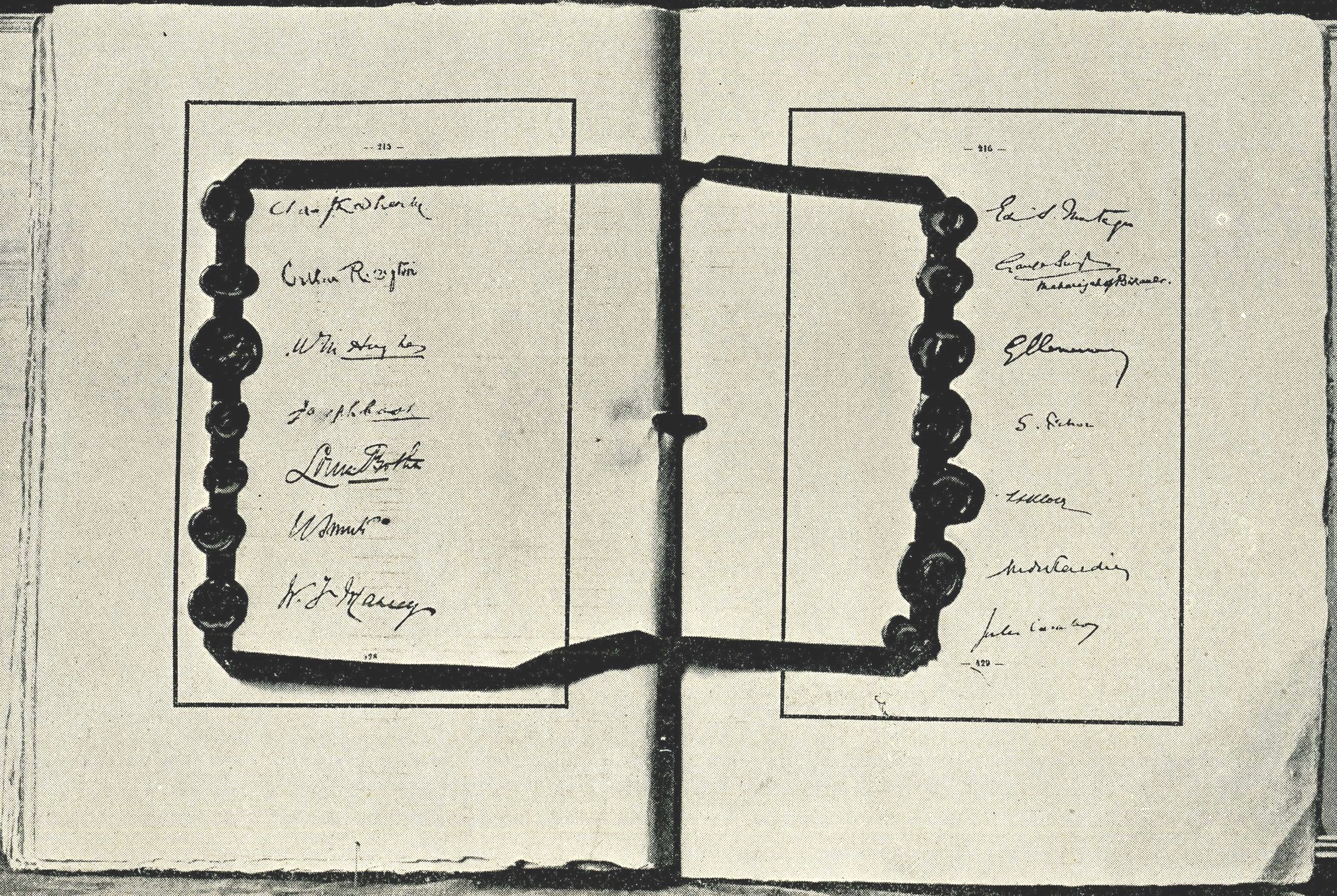
Fac-similé des trois pages de signature du traité de Versailles.

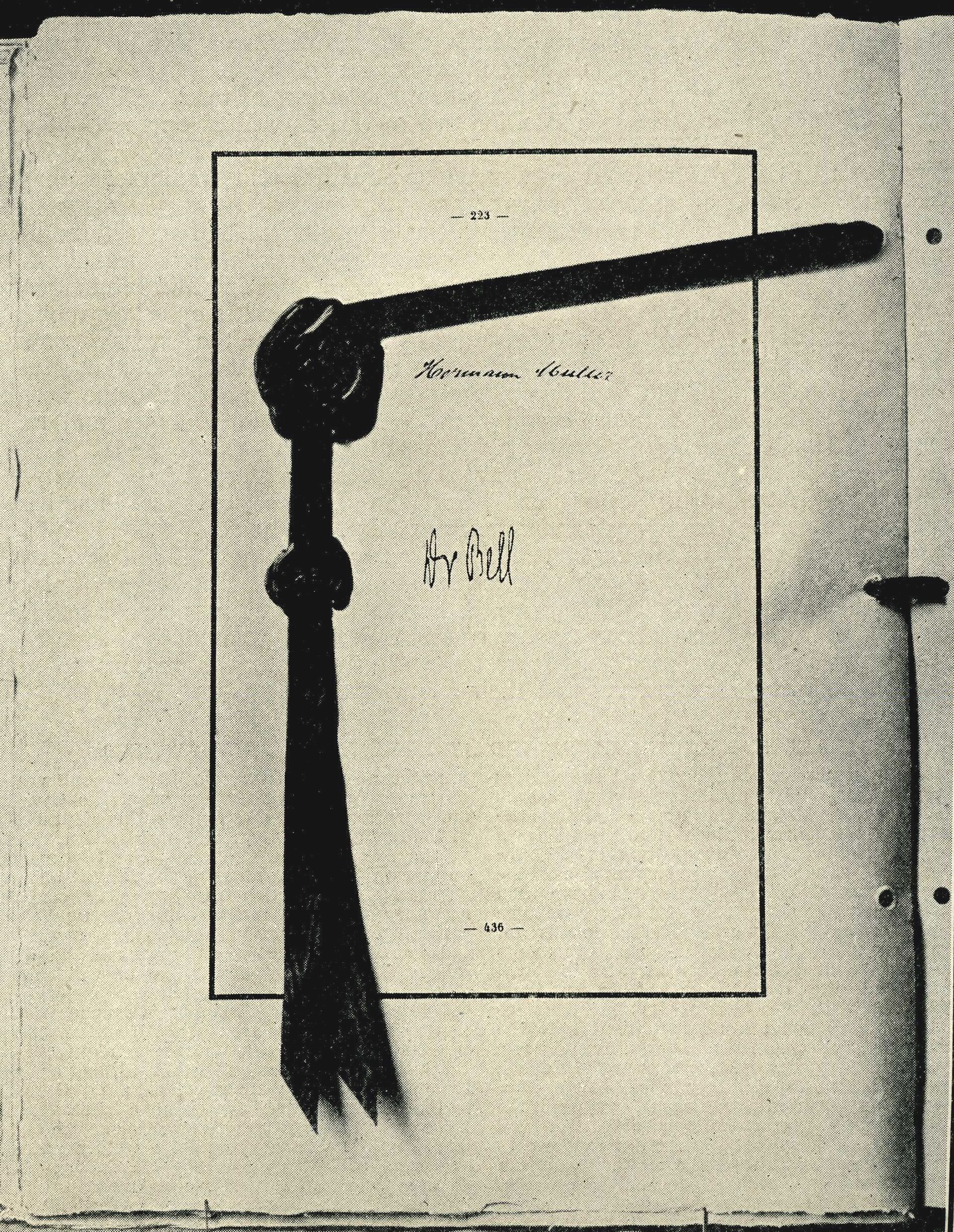
Signatures du traité de Versailles 28 juin 1919, p. 223.

Les signatures et les sceaux des délégués américains et britanniques au traité ont été apposés :
- en page 213, du président Wilson, de M. Lansing et de M. White ;
- en page 214, du colonel House, du général Bliss, de M. Lloyd George, de M. Bonar Law, de Lord Milner, de M. Balfour et de M. Barnes.

Ceux des délégués des dominions britanniques, de l'Inde et de la France ont été apposés :
- en page 215, de M. Doherty, de M. Sifton (Canada), de M. Hughes et de Sir Joseph Cook (Australie), du général Botha et du général Smuts (Afrique du Sud), de M. Massey (Nouvelle-Zélande) ;
- en page 216, de M. Montagu et de Ganga Singh Maharajah de Bikaner (Inde), et de messieurs Clemenceau, Pichon, Klotz, Tardieu et Cambon (France).

Ceux des délégués allemands ont été apposés en dernière page (cependant ils ont signé en premier) :
- en page 223, de Herr Müller et du Dr Bell.

## Traités annexes

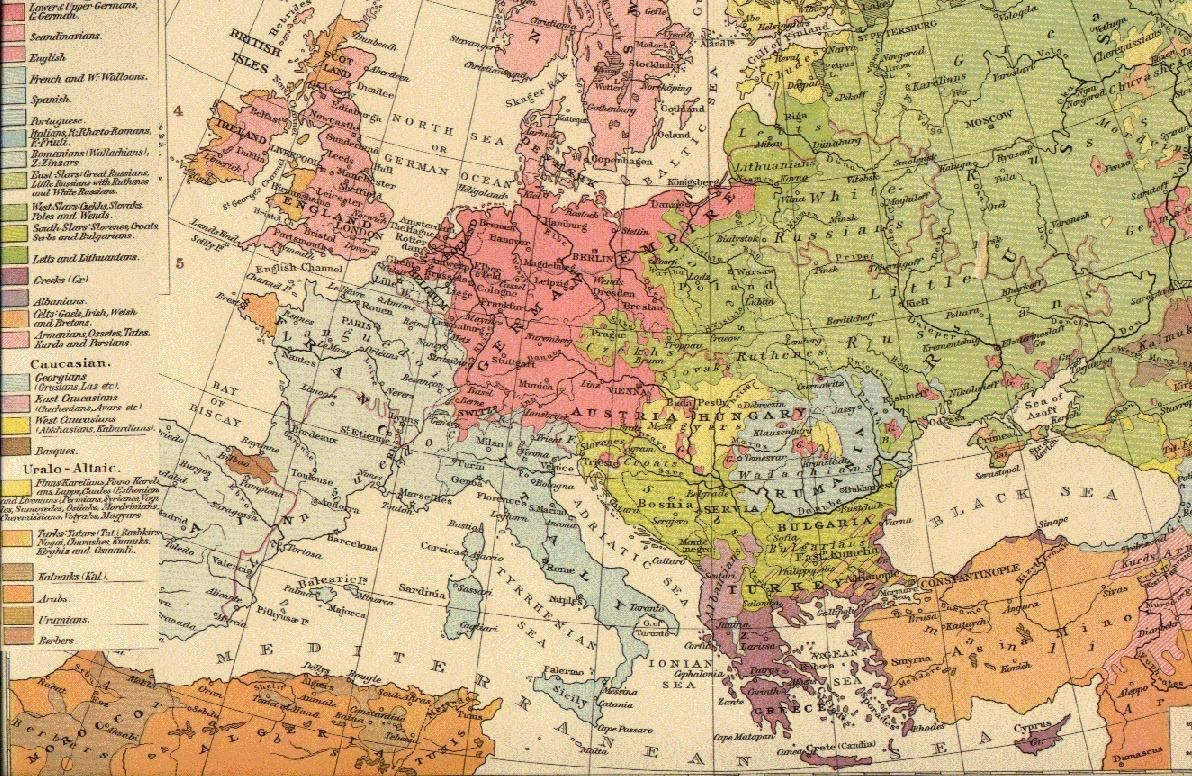
Répartition des peuples européens du Sud et de l'Est avant le conflit.

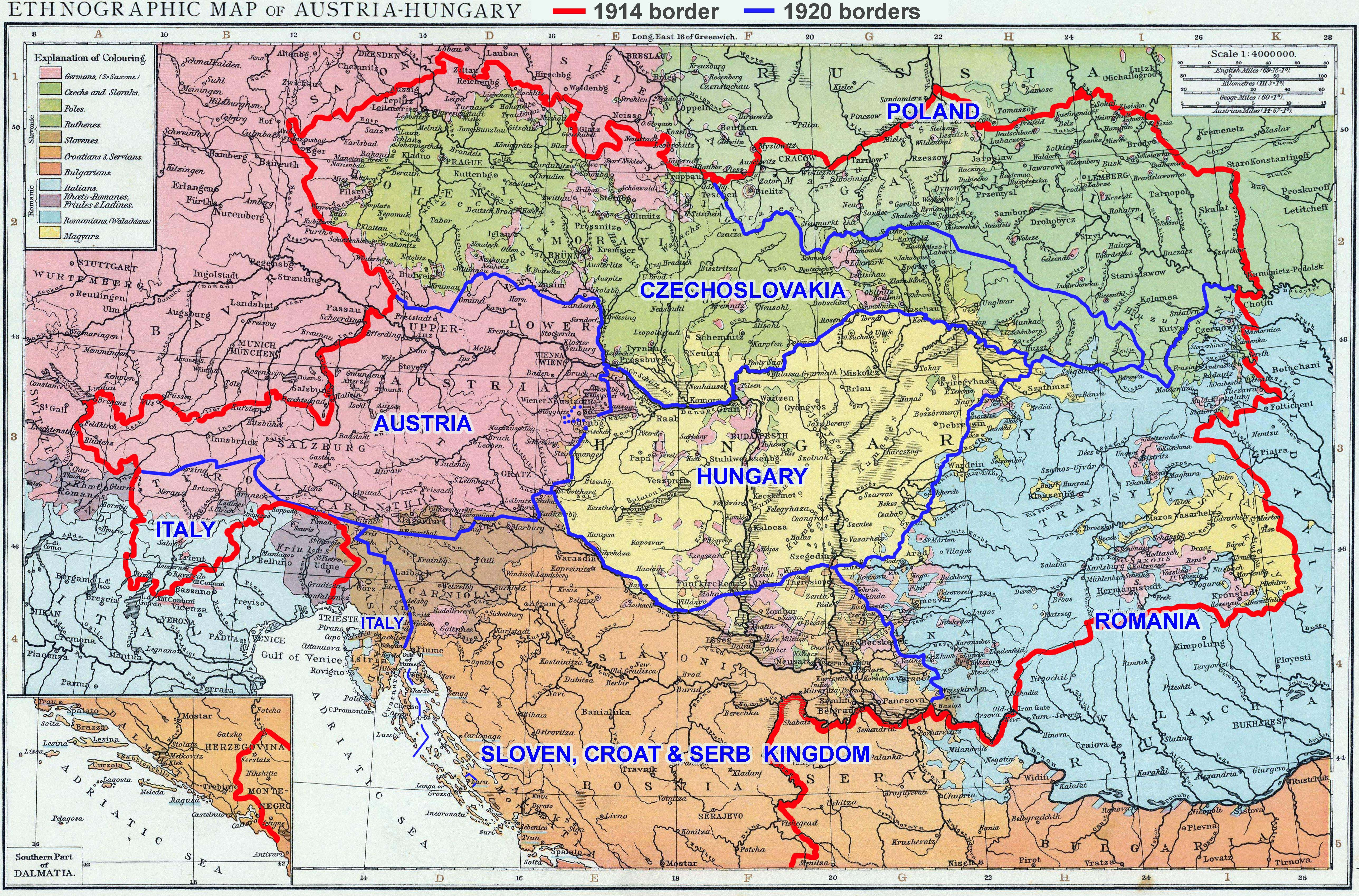
Carte de l'Autriche-Hongrie en 1914 avec les zones linguistiques selon le recensement de 1890, les frontières de 1914 (rouge) et celles de 1919 (bleu) tracées par la commission Lord en application des Quatorze points du président Wilson et, pour la plupart, encore en place au début du XXI.

Le même jour est signé le petit traité de Versailles qui reconnaît l'indépendance de la Pologne et protège ses nouvelles minorités en vertu des dispositions de l'article 93 du traité.
Des traités annexes au traité de Versailles sont signés séparément avec chacun des vaincus : les traités de Saint-Germain-en-Laye puis du Trianon avec l'Autriche-Hongrie qui est partagée en :
- une Autriche réduite au territoire majoritairement occupé par des germanophones ;
- un État hongrois indépendant, réduit au territoire majoritairement occupé par des magyarophones, moins certains comtés de Slovaquie, Voïvodine et Transylvanie, notamment ceux enclavés dans d'autres majorités linguistiques ;
- la Tchécoslovaquie, État principalement binational (Tchèques et Slovaques), mais avec une forte minorité germanophone (Sudètes) et d'autres minorités : polonaise, hongroise, ruthène.
- d'autres parties de son territoire vont à :
  - la Roumanie (la Transylvanie avec de fortes minorités hongroise et germanophone, enclavées au milieu des Roumains) ;
  - l'Italie (les provinces du Haut-Adige, germanophone, et les territoires italophones de Trente, la ville de Trieste, la péninsule de l'Istrie et la ville de Zara en Dalmatie). Toutefois, la province de Bolzano est officiellement bilingue depuis la seconde moitié du XXe siècle, grâce à Alcide de Gasperi (nom allemand : Tyrol du Sud).
  - pour répondre aux vœux de la majorité des Slaves du sud à l'époque, et pour récompenser la Serbie, une fédération des Slaves du Sud est créée : la Yougoslavie (dite alors officiellement royaume des Serbes, Croates et Slovènes), comportant Serbie, Monténégro, Croatie et Slovénie, plus la Bosnie-Herzégovine (région multinationale) et une minorité hongroise en Voïvodine. Cette clause du traité de Versailles sera abrogée en 2003, et son abrogation, définitivement effective en 2006 : la Yougoslavie n'existe plus. Cependant, les anciennes régions austro-hongroises (Slovénie et Croatie) sont des pays à part entière, membres de l'UE (XXIe siècle).

L'Entente signe le traité de Neuilly-sur-Seine avec la Bulgarie, et celui de Sèvres avec l'Empire ottoman.

## Accueil

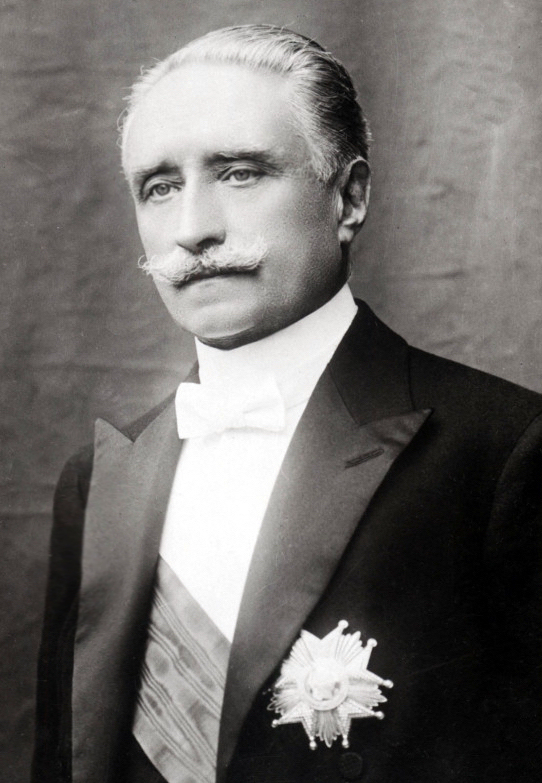
Président de la Chambre des députés puis président de la République, Paul Deschanel est l'un des principaux pourfendeurs en France du traité de Versailles.

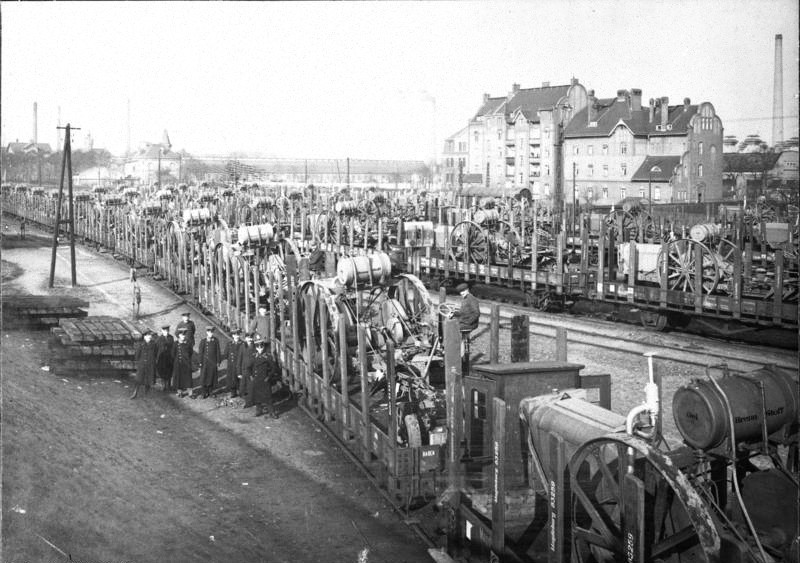
Trains contenant du matériel versé au titre des réparations après le traité de Versailles.

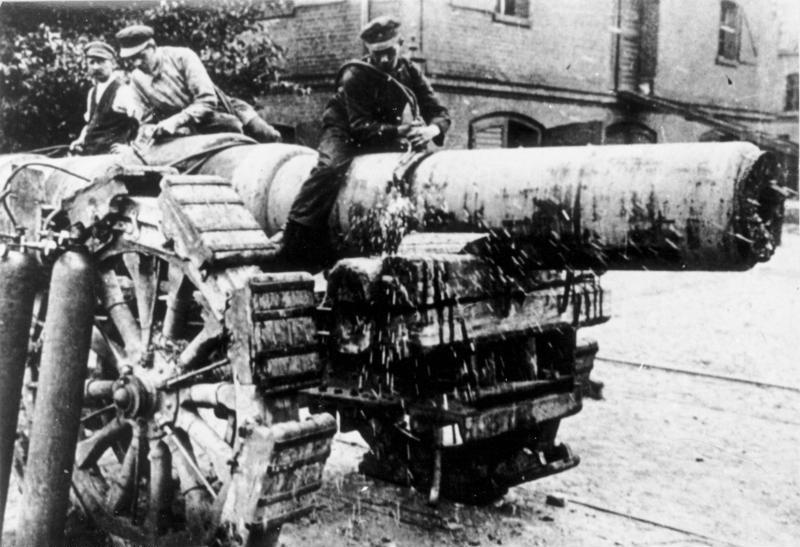
Photo d'archive allemande de 1920 illustrant le démontage d'un canon lourd, en application de la disposition du traité imposant la destruction des armes lourdes.

La négociation et les dispositions du traité de Versailles font l'objet de multiples critiques.

### En France
Bien qu'ayant obtenu la récupération de l'Alsace-Lorraine, la démilitarisation de l'ouest de l'Allemagne, le dépeçage de l'Empire austro-hongrois et un important montant de réparations dues par l'Allemagne, la France n'est guère satisfaite. Pour assurer sa sécurité, elle aurait voulu obtenir la création d'un État tampon indépendant en Rhénanie, notamment sur la rive gauche du Rhin, mais elle n'obtient qu'une « garantie » verbale des Britanniques et des Américains de soutenir la France en cas de nouvelle agression allemande. À droite, certains préconisaient d'annexer la Sarre et raillent Clemenceau, surnommé le « Père la Victoire » au lendemain de la guerre et qu'ils qualifient à présent de « Perd-la-Victoire ».
Paul Deschanel, soumis à un devoir de réserve en tant que président de la Chambre des députés, tente de convaincre des parlementaires de prendre position contre le texte. Il déplore que celui-ci ait été négocié de façon opaque et par les seules grandes puissances. Il dénonce une indulgence sur les réparations exigées à l'Allemagne, les remaniements territoriaux opérés (statut de la rive gauche du Rhin, disparition de l'Autriche-Hongrie), un manque de garanties internationales en cas de non-respect du traité ou encore l'absence de pouvoir coercitif de la Société des Nations,.

### Aux États-Unis
Une large partie de la population américaine se montre réticente à la mise en place de la Société des Nations et à la possibilité que les États-Unis entrent à nouveau dans un conflit mondial. Le président Woodrow Wilson est également au centre des critiques des Américains d'origine allemande — nombreux notamment dans le Midwest — qui considèrent que les dispositions du traité sont humiliantes pour leur pays d'origine.
Finalement, malgré l'insistance du Président, le Sénat des États-Unis refuse de ratifier le traité et empêche ainsi le pays d'entrer à la SDN, ce qui réduit d'emblée la portée de cette organisation.

## Conséquences et suites

### En France
Arrivé à la présidence du Conseil des ministres français au début de l'année 1920, alors que l'Allemagne ne respecte déjà pas plusieurs de ses engagements (livraison de responsables de guerre, de charbon, etc.), Alexandre Millerand défend dans un premier temps l'application stricte du traité. Cependant, sous la pression des alliés, il se montre plus conciliant à partir de juin 1920. Devenu président de la République, il use de son influence lors des conférences interalliées, en particulier lors de la conférence de Cannes, afin que la France conserve ses moyens de contrainte et pour qu'il ne soit pas accordé un moratoire à l'Allemagne,.
En Savoie et Haute-Savoie, l'article 435 du traité de Versailles abroge les dispositions du traité de Paris en 1815 relatives à la zone neutre. Dans le pays de Gex et en Haute-Savoie, le même article fait que certaines dispositions des traités de Paris et de Turin en 1816 relatives aux petites zones franches peuvent être remises en cause par un accord entre la France et la Suisse.

### En Allemagne

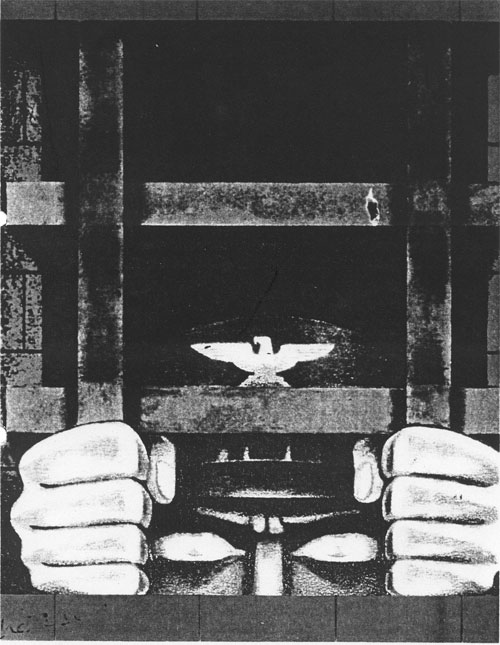
Le traité de Versailles est vécu ou présenté comme un diktat par de nombreux Allemands.

Les frustrations que le traité de Versailles fait naître, ainsi peut-être que les déséquilibres qu'il engendre, jouent un rôle non négligeable dans la politique européenne des décennies suivantes. Hitler s'oppose dès le début de son ascension politique au traité de Versailles, selon lui signé « sous la menace d'un pistolet » qui fait reposer les conséquences de la Première Guerre mondiale sur les épaules de l'Allemagne. En effet, selon l'article 231, l'Allemagne est considérée comme responsable de la guerre.
Le paiement de réparations représente une lourde charge pour la république de Weimar. En proie à de graves difficultés financières, elle s'avère incapable d'y faire face. 
Cependant elle consacre des crédits importants à son réarmement clandestin, sur le territoire allemand et avec l'aide de l'URSS, des Pays-Bas et de la Suède. Elle finance aussi des unités de réserve illégales et des forces paramilitaires (Stahlhelm, etc.) dont les effectifs sont comparables à ceux de la Reichswehr.
Les Alliés demandent alors des livraisons en nature. Face aux retards de livraison allemands, la France et la Belgique envahissent la Ruhr en 1923, ce qui aggrave encore la déstabilisation économique de l'Allemagne. Toutefois, les difficultés ne sont pas réglées.
Sous la direction américaine, le plan Dawes est alors élaboré. Il facilite les conditions de remboursement pour l'Allemagne. Toutefois, la charge apparaît encore trop lourde, ce qui conduit à l'élaboration d'un nouveau plan, le plan Young, en 1929. Les dettes allemandes sont diminuées et rééchelonnées de manière considérable. En Allemagne, les réparations font tout au long de la période l'objet de vives contestations politiques, et alimentent un vif ressentiment. Celui-ci s'ajoute à la volonté qu'ont, dès 1918, l'élite militaire (Ludendorff) et les nationalistes de reprendre la guerre dans de meilleures conditions. En 1929, une pétition aboutit, contre l'avis du gouvernement, à soumettre à référendum une proposition de loi qui annule le paiement de dettes. Cependant, la participation au référendum fut très faible et la loi fut rejetée à près de 95 %.
Selon les termes du plan Young, le paiement des réparations devait s'échelonner jusqu'en 1988, mais avec la Grande Dépression, les versements furent interrompus (moratoire Hoover en 1931, conférence de Lausanne en 1932). En 1933, les nazis, qui rejettent catégoriquement toute idée de paiement des réparations, arrivent au pouvoir en Allemagne ; les paiements sont définitivement arrêtés, tandis que l'annexion de l'empire colonial allemand sera maintenue jusqu'à l'accession à l'indépendance des peuples africains concernés au début des années 1960, à l'exception de la Namibie qui n'accède à l'indépendance qu'en 1990.
L'Allemagne traînera sa dette jusqu'au 3 octobre 2010, date à laquelle elle la soldera définitivement, près d'un siècle après le début du conflit.

### Dans les autres pays
Le ressentiment est particulièrement fort encore en Italie. On a parlé de « victoire mutilée », car les Alliés n'ont pas respecté les promesses faites durant le conflit concernant l'attribution des provinces de l'Istrie et de la Dalmatie. Les fascistes italiens exploitent la situation et y trouvent un terreau propice à l'exaltation d'un nationalisme virulent.
La Belgique, qui est le pays qui a connu le plus d'exactions et d'exécutions de civils de la part de l'occupant, relativement à sa population, est la première nation dédommagée financièrement par l'Allemagne et la seule à l'être totalement, ce qui contribue à sa rapide reconstruction.
Autre source de ressentiments, la contradiction entre, d'une part, la proclamation solennelle du « droit des peuples à disposer d'eux-mêmes » et, d'autre part l'interdiction faite aux Autrichiens de se rattacher à l'Allemagne, ou le refus de l'Entente de faire droit aux revendications de nations telles que l'Ukraine. Dans le premier cas, ce ressentiment favorisera le bon accueil fait en Autriche à l'Anschluss en 1938, dans le second, le bon accueil fait en Ukraine à la Wehrmacht en 1941.
Côté irlandais, le Premier Dáil avait envoyé deux délégués à Paris en février 1919 pour porter les revendications irlandaises à la conférence de paix de Versailles, mais Clemeanceau avait refusé de les y admettre pour ne pas froisser son allié britannique. Ce sera mal vécu en Irlande, qui s'enfoncera progressivement dans une guerre d'indépendance violente.
En Asie, les prétentions japonaises entraînent en Chine une agitation nationaliste et anti-japonaise connue sous le nom de mouvement du 4 Mai, qui pousse le gouvernement chinois à refuser de ratifier le traité. La république de Chine, bien que mentionnée parmi les parties contractantes, refuse ainsi de signer le traité, parce qu'il prévoit la cession à l'empire du Japon des droits allemands (concession de Kiautschou, à Qingdao) sur le Shandong.

## Original du traité
L'original du traité de Versailles était conservé par la France, qui en était le pays dépositaire. Cet original a disparu en 1940, en même temps que celui du traité de Saint-Germain-en-Laye, et on ignore s'il a été détruit. Face à l'avancée des troupes allemandes vers Paris, l'original devait être mis à l'abri à l'ambassade de France aux États-Unis, mais ce n'est que la ratification allemande qui y a été envoyée. Puisque les troupes soviétiques ont été les premières troupes alliées à entrer à Berlin en 1945, on a longtemps cru qu'il se trouvait à Moscou ; l'ouverture progressive des archives russes depuis 1990 n'a cependant pas permis de le retrouver. La seule certitude est que les Allemands ont mis la main sur l'original unique du traité, caché au château de Rochecotte, le 11 ou le 12 août 1940, en même temps que sur le traité de Saint-Germain-en-Laye. Ils furent ensuite transportés par avion à Berlin pour être présentés à Adolf Hitler, et leur destin ultérieur demeure incertain.

## Utilisation de l'anglais comme seconde langue officielle
Georges Clemenceau, qui parlait couramment l'anglais, accéda à la demande de ses homologues britanniques et américains concernant la langue de rédaction du traité. Alors que le français était la seule langue de la diplomatie occidentale depuis le XVIIIe siècle et le traité d'Utrecht, l'anglais fut choisi comme autre langue de travail et seconde langue officielle du traité de Versailles. Ce fut le premier signe tangible de la montée de l'anglais sur la scène internationale et de sa mise en concurrence avec le français.